# دون بالون (مجلة)
دون بالون (بالإسبانية: Don Balón)‏ كانت مجلة إسبانية أسبوعية رياضية مختصة بأخبار كرة القدم الإسبانية والعالمية. كانت المجلة تُطبع في برشلونة في الفترة بين 1975 و2011، وكانت تُوزع على خمس قارات.

## التاريخ
أسست المجلة بواسطة الصحفي الرياضي الإسباني خوسيه ماريا كازانوفا عام 1975 في برشلونة. كانت المجلة عضوا مؤسسا في اتحاد وسائل الإعلام الرياضية الأوروبية. في عام 1976، أطلقت المجلة جائزة دون بالون السنوية التي تمنح لأفضل لاعب أجنبي وأفضل لاعب محلي وأفضل لاعب صاعد وأفضل مدرب وأفضل حكم في الدوري الإسباني. بالإضافة إلى ذلك، فقد كانت تنشر في السنوات الأخيرة كل عام قائمة ب100 أفضل لاعبين شباب في العالم. في سبتمبر 2011، أعلنت المجلة توقفها عن طبع ونشر الأعداد بسبب مرورها بأزمة مالية، مع استمرارها على الشبكة.